# Fernand Bettens
Fernand Edouard Marie Joseph Bettens (Bruxelles, 5 gennaio 1907 – ...) è stato un pallanuotista belga.
Ha partecipato alle Olimpiadi del 1928.